# Джанг
Джанг (урду جھنگ; вимова пенджабі [ˈt͡ʃə̀ŋ.gᵊ]; вимова урду: [d͡ʒʱəŋɡ]) — столиця округу Джанг в центральній частині провінції Пенджаб, Пакистан. Місто розташоване на східному березі річки Чинаб. Джанг 18-е за кількістю населення місто Пакистану.

## Етимологія назви
Історична назва міста та району Джанг Сіал. Слово джанг походить від санскритського слова जाङ्गल (jāṅgala), що означає нерівну або лісисту місцевість. Слово джунглі також має той самий корінь. Джанг Сіал — історична назва міста, що буквально означає «територія Сіалів».

## Історія
Місто Джанг було побудоване у 1288 році Рай Сіалом, вождем племені Сіал. Плем'я Сіал з підплеменами правило цим регіоном до тих пір, поки останній правитель сіалів Джанг, Ахмад Хан (1812—1822) не був переможений Ранджитом Сінґхом після запеклої битви.
Територія Джанг Сіал під колективним правлінням сіалських ханів Джанга та інших сіалських підплемен, таких як Раджбана і Бхарвана, в зеніті своєї могутності, простягалася аж до кордону Музафаргарха на півдні, а також на всю територію ілаків Чініот, Камалія і Кабірвала. Територія поширювалася на частини Бхаккару і Саргодхи. До середини 17 століття ілаки Гарх Махраджа і Ахмадпур Сіал були додані до володінь племені Раджбана Сіал, яке витіснило белуджські племена до Тхалу і перемогло наваба Мултану.
За часів Британської Індії міста Джанг і Мігіана, розташовані на відстані двох миль (3,2 км) одне від одного, стали об'єднаним муніципалітетом, відомим тоді як Джанг-Магіана.

## Географія
Джанг Садр розташований на 31,27 широти і 72,33 довготи і знаходиться на висоті 158 метрів над рівнем моря. Джанг розташований на східному березі річки Чинаб, яка впадає в Джелам біля дамби Трімму поблизу міста Атара Хазарі. Місто опинилося під загрозою під час повені 2014 року, але не було затоплене, оскільки паводкові води були перенаправлені до Атара Хазарі. Через Джанг протікають три річки, такі як Чинаб, річка Джелам і річка Раві, яка також дотикається до кордону округу Джанг біля Ахмадпур Сіал. Магхіана лежить на краю високогір'я, з якого відкривається вид на алювіальну долину річки Ченаб, тоді як старе місто Джанг займає низовину біля її підніжжя.

## Демографія
Населення міста за переписом населення Пакистану 1998 року становило 293 366 осіб. За даними перепису населення Пакистану 2017 року, населення міста зросло до 414 131, тобто на 41,17 % за 19 років.
| Релігія      | 1891:68 | 1891:68 | 1901:44:26 | 1901:44:26 | 1911:23:19 | 1911:23:19 | 1921:25:21 | 1921:25:21 | 1931:26 | 1931:26 | 1941:32 | 1941:32 | 2017    | 2017   |
| Релігія      | Кіл.    | %       | Кіл.       | %          | Кіл.       | %          | Кіл.       | %          | Кіл.    | %       | Кіл.    | %       | Кіл.    | %      |
| ------------ | ------- | ------- | ---------- | ---------- | ---------- | ---------- | ---------- | ---------- | ------- | ------- | ------- | ------- | ------- | ------ |
| Індуїзм      | 11,355  | 48,75%  | 12,189     | 49,99%     | 12,395     | 47,83%     | 14,389     | 47,74%     | 16,724  | 46,41%  | 23,286  | 46,52%  | 36      | 0,01%  |
| Іслам        | 11,334  | 48,66%  | 11,684     | 47,92%     | 12,707     | 49,04%     | 14,760     | 48,97%     | 18,042  | 50,07%  | 24,506  | 48,96%  | 427,008 | 99,43% |
| Сикхізм      | 573     | 2,46%   | 484        | 1,99%      | 796        | 3,07%      | 970        | 3,22%      | 1,243   | 3,45%   | 2,215   | 4,43%   | Н/Д     | Н/Д    |
| Християнство | 28      | 0,12%   | 25         | 0,1%       | 12         | 0,05%      | 13         | 0,04%      | 26      | 0,07%   | 39      | 0,08%   | 1,836   | 0,43%  |
| Джайнізм     | 0       | 0%      | 0          | 0%         | 4          | 0,02%      | 7          | 0,02%      | 0       | 0%      | 5       | 0,01%   | Н/Д     | Н/Д    |
| Зороастризм  | 0       | 0%      | 0          | 0%         | 0          | 0%         | 0          | 0%         | 0       | 0%      | Н/Д     | Н/Д     | Н/Д     | Н/Д    |
| Юдаїзм       | 0       | 0%      | 0          | 0%         | 0          | 0%         | 0          | 0%         | 0       | 0%      | Н/Д     | Н/Д     | Н/Д     | Н/Д    |
| Буддизм      | 0       | 0%      | 0          | 0%         | 0          | 0%         | 0          | 0%         | 0       | 0%      | Н/Д     | Н/Д     | Н/Д     | Н/Д    |
| Ахмадія      | Н/Д     | Н/Д     | Н/Д        | Н/Д        | Н/Д        | Н/Д        | Н/Д        | Н/Д        | Н/Д     | Н/Д     | Н/Д     | Н/Д     | 561     | 0,13%  |
| Інші         | 0       | 0%      | 0          | 0%         | 0          | 0%         | 0          | 0%         | 0       | 0%      | 0       | 0%      | 0       | 0%     |
| Всього       | 23,290  | 100%    | 24,382     | 100%       | 25,914     | 100%       | 30,139     | 100%       | 36,035  | 100%    | 50,051  | 100%    | 429,441 | 100%   |

## Адміністративний устрій
Джанг Садр є адміністративним центром техсілю Джанг (район округу). Сам тегхіл поділяється на 55 місцевих рад.

## Освіта
- Віртуальний університет Пакистану (кампус Джанг)
- Лахорський коледж для жінок (кампус Джанг)
- Університет ветеринарії та тваринництва (кампус Джанг)
- Державна аспірантура
- Ченабський коледж Джангу
- Університет Джангу
- Пенджабська група коледжів
- Вища група коледжів
- Школи Дар-е-Аркам
- Кембриджська гімназія
- Шкільна система Beaconhouse
- Міська школа

## Відомі особистості

### Науковці
- Абдус Салам, перший пакистанський лауреат Нобелівської премії з фізики.
- Яш Пал, індійський вчений.
- Гар Гобінд Корана, індійсько-американський біохімік

### Політики
- Хан Аріф Хан Раджбана, колишній федеральний і провінційний міністр, почесний головний секретар Всеіндійської мусульманської ліги та близький соратник Мухаммед Алі Джинна.
- Сієда Абіда Хусейн, колишній посол Пакистану в США та федеральний міністр.
- Міан Мухаммад Азам, колишній член провінційної асамблеї Пенджабу.
- Файсал Салех Хаят, колишній міністр внутрішніх справ Пакистану та офіційний представник ФІФА.
- Назір Султан, колишній член Національної асамблеї.
- Махбуб Султан, федеральний міністр.
- Гулам Бібі Бхарвана, член Національної асамблеї.
- Наджаф Аббас, колишній член Національної асамблеї та асамблеї провінції.
- Вакас Акрам, колишній державний міністр праці та кадрів
- Хак Наваз Джангві, пакистанський священнослужитель, засновник Sipah-e-Sahaba Pakistan і тезка Lashkar-e-Jhangvi.
- Азам Тарік, пакистанський політик, релігійний діяч, член національних зборів, лідер сунітсько-деобандської мусульманської організації «Sipah-e-Sahaba Pakistan»
- Масрур Наваз Джангві, пакистанський ісламський священнослужитель і політик, член провінційної асамблеї (MPA) Пенджабу, син Хака Наваза Джангві

### Поліція
- Тарік Салім Догар, колишній генеральний інспектор поліції Пенджабу.

### Спорт
- Алеєм Дар, гравець у крикет і суддя.
- Гулам Шаббер, гравець у крикет ОАЕ.

### Релігійні діячі
- Султан Баху, засновник суфійського ордену Сарварі Кадірі.
- Шах Джівна, засновник суфійського ордену Каландарія.

### Бізнесмени
- Шейх Вакас Акрам, засновник Shalimar Transport.

## Міста-побратими
Джанг має одне місто-побратим Мадера, Каліфорнія.

## Виноски
1. 1 2  1931-1941: Включаючи Ад-Дарміс.